# Боярська Єлизавета Михайлівна
Єлизаве́та Миха́йлівна Боя́рська (нар. 20 грудня 1985, Ленінград, РРФСР, СРСР) — російська акторка театру і кіно. Заслужена артистка Російської Федерації (2018). 
Фігурантка бази даних центру «Миротворець» (участь у зйомках фільму «Анна Кареніна» на території окупованому РФ Криму, 2017 р.) В лютому 2022 року виступила проти російського вторгнення в Україну.

## Біографія
Народилась 20 грудня 1985 року в Ленінграді (Нині в Санкт-Петербурзі) в сім'ї акторів Донька Михайла Боярського і Лариси Луппіан. Сестра Сергія Боярського.
В дитинстві не виявляла акторських здібностей. 13 років присвятила заняттям танцями (класичними та джазовими). У підлітковому віці закінчила модельну школу. У загальноосвітній школі вчилася посередньо, але за останні кілька років навчання все надолужила за рахунок занять з репетиторами. Завдяки цьому опанувала дві іноземні мови — англійську і німецьку. У випускному класі вирішила вступати на відділення «піар» факультету журналістики Санкт-Петербурзького державного університету. Провчившись деякий час на підготовчих курсах, зрозуміла, що до спеціальності в неї більше немає інтересу.
Відвідавши відкриття навчального театру «На Моховій» і кілька вистав Театру ім. Ленсовєта, вирішила вступати до театрального інституту. Як пізніше згадувала, батьки не відмовляли її від подібного вибору, але попередили «про всі підводні течії». 
За кілька місяців підготувалася до вступу в Санкт-Петербурзьку державну академію театрального мистецтва. Вступила на курс до Льва Абрамовича Додіна. Отримувала Президентську стипендію. Закінчила СПбГАТІ у 2007 році.

## Особисте життя
28 липня 2010 року в ході скромної цивільної процедури в загсі № 2 на Фурштатській одружилася з актором Максимом Матвєєвим, відомим за фільмом «Стиляги». 7 квітня 2012 року народила сина Андрія.

## Вибрана фільмографія

### Кіно
| Рік  | Фільм                                  | Оригінальна назва                            | Роль                                 |
| ---- | -------------------------------------- | -------------------------------------------- | ------------------------------------ |
| 2004 | Бункер                                 | нім. Der Untergang                           | Ерна Флегель                         |
| 2006 | Парк радянського періоду               | рос. Парк советского периода                 | Альона Волкова                       |
| 2006 | Грозові ворота                         | рос. Грозовые ворота                         | Саша (озвучування: Тетяна Арнтгольц) |
| 2007 | Іронія долі. Продовження               | рос. Ирония судьбы. Продолжение              | Надія Іполитівна                     |
| 2008 | Адмірал                                | рос. Адмиралъ                                | Ганна Тімірьова                      |
| 2012 | Матч                                   | рос. Матч                                    | Анна Шевцова                         |
| 2012 | З новим роком, мами!                   | рос. С новым годом, мамы!                    | Ксенія                               |
| 2013 | Звичка розлучатися                     | рос. Привычка расставаться                   | Світлана                             |
| 2016 | Вовки та вівці: ме-е-е-га перетворення | рос. Волки и овцы: бе-е-е-зумное превращение | Б'янка                               |
| 2018 | Ніхто                                  | NO-ONE                                       | Зіна                                 |

### Телебачення
| Рік початку участі | Рік закінчення участі | Серіал      | Оригінальна назва | Роль | Кількість серій |
| ------------------ | --------------------- | ----------- | ----------------- | ---- | --------------- |
|                    |                       | Убивча сила | рос. Убойная сила |      |                 |